# Millvale
Millvale is een plaats (borough) in de Amerikaanse staat Pennsylvania, en valt bestuurlijk gezien onder Allegheny County.

## Demografie
Bij de volkstelling in 2000 werd het aantal inwoners vastgesteld op 4028. In 2006 is het aantal inwoners door het United States Census Bureau geschat op 3716, een daling van 312 (-7,7%).

## Geografie
Volgens het United States Census Bureau beslaat de plaats een oppervlakte van 1,9 km², waarvan 1,7 km² land en 0,2 km² water.

## Plaatsen in de nabije omgeving
De onderstaande figuur toont nabijgelegen plaatsen in een straal van 8 km rond Millvale.

## Geboren in Millvale
- Anne Jackson (1925-2016), actrice